# Гнатюк Микола Васильович
Микола Васильович Гнатюк (нар. 14 вересня 1952, Волиця, Теофіпольський район, Хмельницька область, УРСР, СРСР) — радянський та український естрадний співак. Заслужений артист Української РСР (1980). Народний артист Української РСР (1988).

## Біографія
1973 року закінчив музично-педагогічний факультет рівненського педагогічного інституту, співав в ансамблі «Ми — одесити», навчався в студії Ленінградського мюзик-холу і паралельно гастролював з найстарішим в СРСР ВІА «Дружба». Успіх випадкового запису з оркестром Ростислава Бабича та надзвичайна телегенічність досить швидко зробила його бажаним гостем у студіях — з екрана залунали «Девчонка из квартиры 45», «Крылья удачи», «У веселого клена», «Если город танцует».
1978 — став переможцем II Конкурсу артистів естради України у Запоріжжі.
1979 — зайняв 3-тє місце на VI Всесоюзному конкурсі артистів естради, що відкрило йому шлях за кордон.
Пісня Давида Тухманова «Я с тобой танцую» принесла йому Гран-прі конкурсу естрадної пісні в Дрездені, а «Танец на барабане» Раймонда Паулса — 1-ше місце фестивалю «Інтербачення» у Сопоті 1980 року.
1980 — недовго співав з ВІА «Мальви», потім — із власним ансамблем «Бенефіс», відтак — із джаз-роковою групою «Кросворд», з якою була записана перша сольна платівка з перекладами французьких шансонів. Потім співпрацював із Державним естрадним оркестром під керуванням А. Ануфрієнка, ВІА «Мрія», власним ансамблем «Свято». Присвоєно звання «Заслужений артист Української РСР».
1981 — у репертуарі Гнатюка з'явився супер-хіт — «Птица счастья». За популярністю в СРСР його тоді випереджали хіба що Алла Пугачова та білоруські «Песняры».
1985 — вийшла друга платівка Гнатюка з піснями Євгена Ширяєва, записана з ВІА «Лабіринт» (Ташкент). До того часу ажіотаж навколо творчості Гнатюка згас і він уже рідко потрапляв на телеекрани, поступово втрачав популярність — не допомогли навіть власні композиторські спроби.
Упродовж 1986—1994 років працював солістом Хмельницької обласної філармонії.
1987 — прийшла друга хвиля популярності: Олександр Морозов написав для нього «Малиновый звон», 1988 року — «Белые ставни». Отримав звання Народного артиста Української РСР. Користуючись цим, з інтервалом у рік, записав два диски-гіганти — «Малиновый звон» і «Не покинь меня».
Несподівано на кілька років залишає українську естраду та за сімейними обставинами переїжджає у ФРН.
1993 — його повернення шанувальники зустріли з ентузіазмом. Особливо популярною стала пісня «Час рікою пливе». Однойменний альбом (на касеті та CD) вийшов влітку 1996 року під лейблом «НАК».

### Родина
- Розлучений. Екс-дружина Наталя Швачко та син Олександр (нар. 1983) мешкають у Німеччині.[3]
- Рідний брат Анатолій Гнатюк (нар. 12 червня 1964) — провідний актор Національного академічного драматичного театру імені Івана Франка у Києві, народний артист України (2015).

## Суспільно-політична позиція
Хтось поширив інформацію, що ніби-то Гнатюк вкрай болісно сприйняв події 2014 року, загострення відносин між Україною та Росією. Події на Донбасі, на думку деяких ЗМІ, він вважає громадянською війною, у розпалюванні якої звинувачував ЗМІ України та Заходу.
|                            | От я нарешті повернувся додому з Росії, де пробув у родичів понад 40 діб, проїхав територію від Брянська до узбережжя ЧС Краснодарського краю. Про що можу я, українець, поділитися і з росіянами, і з українцями. Сподобався Краснодарський край дороги не гірші, ніж у Європі, поля доглянуті, магазини повні продуктів місцевого виробництва, сервіс досить на високому рівні, дуже багато багатих людей, не кажучи про будинки (я давно такої краси не бачив, моя Сумська обл. відстала років на 200), а які автомобілі… Найголовніше, я не бачив пересування військ Російських ЗС, хоча доводилося їхати і вдень і вночі, і в Росії ніхто не говорить про війну з Україною… По дорогах я зустрічав багато автомобілів з українськими номерами і на моїй машині номер, але мене жодного разу не зупинили на посадах ДІБДР і мене не ловили ФСБ. На самих курортах Краснодарського краю я зустрічав земляків, і вони підтверджують мої слова про те, що вони спокійно відпочивають і ніхто їм не каже, що вони з України. А вчора я приїхав до Сум і все поїхало: Росія напала, Росія окупувала, російські танки, батальйони десантників та морпіхів, українські ЗСУ успішно відбили атаку 100 танків Кантемирівської танкової бригади, бригада взята в полон. Заклик, війна – що я можу сказати? Дешева пропаганда, дурять український народ наші ЗМІ. Я впевнено можу сказати, що у розпалюванні громадянської війни в Україні винні ЗМІ України та Заходу. |
| — Гнатюк Микола Васильович | |

Ці повідомлення ЗМІ спростував брат співака, актор Анатолій Гнатюк у інтерв’ю «Главкому». Він заперечив інформацію про те, що його брат – співак Микола Гнатюк – був на гастролях у Росії після початку російської агресії на Донбасі та виступав із проросійськими заявами.
«Після початку Майдану мій брат, український співак Микола Гнатюк, не те, що не їздить на концерти туди, а й узагалі не перетинає кордону з Росією. Принципово. Він жодної години не був на території Росії з того дня, як почався Майдан. Дійсно, в інтернеті з’являлась інформація про те, що він нібито їхав на машині з Росії, що проїжджав Ростов чи якесь інше місто, про родичів на Сумщині чи щось таке, я вже детально все це не пам’ятаю. Але це фейк! По-перше, він не вміє, в принципі, водити машину, в нього немає прав. По-друге, у нас усі родичі – на Хмельниччині. Це була просто спроба його підставити. Ну, росіяни це вміють робити. Мій брат спростовував цю інформацію на особистому сайті, але вона не розійшлася так активно по ЗМІ», – розповів Анатолій Гнатюк .

## Дискографія
- 1980 — Николай Гнатюк и группа «Кроссворд», міні-альбом.
- 1980 — Николай Гнатюк и ансамбль «Лабиринт», міні-альбом.
- 1981 — «Танец на барабане».[6]
- 1988 — «Малиновый звон».[7]
- 1989 — «Не покинь меня».[8]
- 1996 — «Час рікою пливе».[9]
- 2005 — «Господи, спаси, сохрани».
- 2006 — «Знов».[10]